# Shun Hing Square
Shun Hing Square (Chinees: 信兴广场, letterlijk "Koninggebouw", ook wel Di Wang Mansion of Di Wang Commercial Centre) is een wolkenkrabber in Shenzhen, Guangdong, China. De hoogte zonder spitsen is 325 meter, inclusief spitsen 384 meter.
Het Shun Hing Square was Shenzhens eerste wolkenkrabber. Het project werd volledig afgewerkt in 1996, en was een jaar het hoogste gebouw van China, totdat het CITIC Plaza in de stad Guangzhou het Shun Hing Square in hoogte overtrof. Het blijft echter het hoogste 'stalen' gebouw in China. Het gebouw werd in een razend tempo gebouwd, namelijk vier verdiepingen in slechts negen dagen.
In de wolkenkrabber bevinden zich hoofdzakelijk kantoren van internationale ondernemingen en een groot winkelcentrum. Samen met een 35 etages tellend nabijgelegen gebouw vormt het Shun Hing Square een belangrijk detailhandelcentrum in de stad. Op de 69ste verdieping bevindt zich een observatiedek (Meridian View Centre).
De stijl van het gebouw is laat-modernistisch, daarom verwerkten de architecten K.Y. Cheung Design Associates een moderne buitenkant met een grijs/groene glazen façade. 's Nachts worden de spitsen vaak verlicht.
Shun Hing Square was bij de opening in 1996 het hoogste gebouw in China. In 2018 bevond het zich nog nipt in de top 10 van China. 